# Fonds de la guerre 1914-1918 (Bibliothèque municipale de Lyon)
Le Fonds de la guerre 1914-1918 est un ensemble documentaire constitué à partir de 1915 à la bibliothèque municipale de Lyon ; il avait pour but d'accumuler l'ensemble des documents existants autour de la Première Guerre mondiale sous l'impulsion du maire de Lyon Édouard Herriot.

## Description du fonds

### Contenu

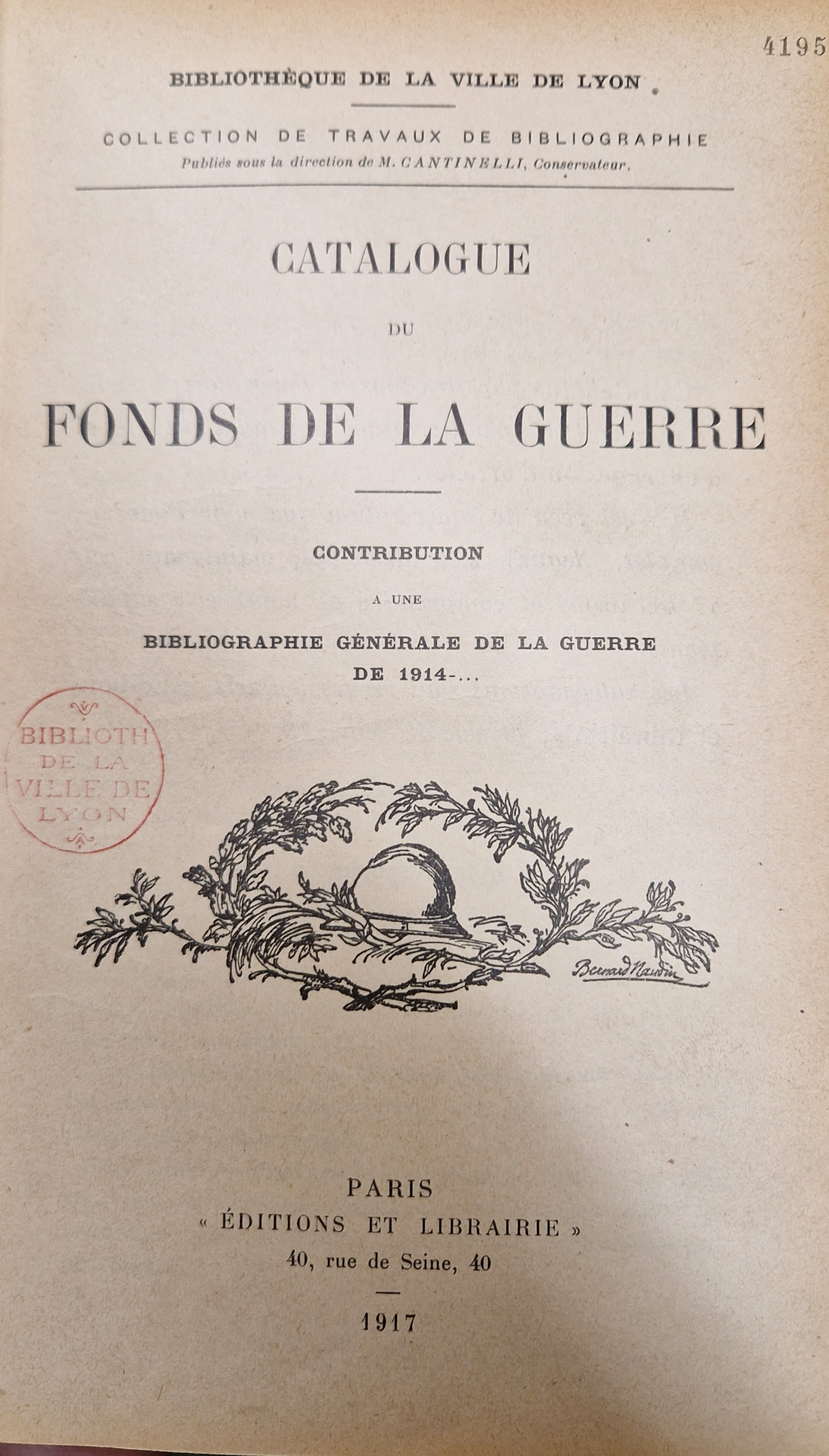
Page de titre du catalogue du Fonds de la guerre 14-18.

Le fonds est constitué de 16000 documents édités entre 1914 et 1920 dans le monde entier. La liste de l'ensemble des pièces est regroupée dans 18 fascicules en 3 volumes. La liste reste cependant incomplète.

### Objectifs et moyens

#### Objectifs formels
Peu après le début de la Première Guerre mondiale, Édouard Herriot, alors maire de Lyon, met en place une commission afin de rassembler toute la documentation possible autour de la guerre en cours, sans limite d'origine. Le but est de montrer l'impact culturel du conflit en cours, qui semble déjà évident pour les contemporains. 

#### Objectifs politiques et culturels

##### À l’international
Au delà des objectifs matériel, des objectifs politiques et culturels sont annoncés clairement par la commission chargée de la constitution de ce fonds : 
- mettre en exergue la propagande internationale de l’Allemagne
- prouver que la cause alliée est celle du droit et de la justice
- fournir les outils qui seront plus tard indispensables à tout savant qui voudra écrire sur l’histoire du plus grand événement des temps modernes[4].

Cependant, aucunes sources ultérieures ne le présentent comme partisan et semblent au contraire valoriser la pluralité de la documentation accumulée.

##### National
Si des objectifs politiques internationaux sont clairement affichés par le maire, il apparait également que des objectifs nationaux sont également visés. En usant de toute son influence pour la création de celui-ci, on constate que la constitution de la commission chargée du projet est un condensé de l'Union Sacrée. De fait, on peut conclure que l'objectif était d'assoir à l'échelle locale l'idée d'une guerre juste. 

#### Moyens mis en œuvre
Afin d'assurer la création et l'entretien de ce fonds, le budget alloué est de 10 000 francs par an jusqu'à fin 1916. Si cette somme semble en accord avec l'objectif d'exhaustivité visé, les conditions économiques montrent dès l'année suivante que ça se ne sera pas suffisant pour continuer. À cause de l'inflation, la commission changera ses objectifs.

#### Commission
Édouard Herriot confie la présidence de la commission à l’un de ses adjoints, Emmanuel Lévy, professeur à la faculté de droit de Lyon. La commission est composée de représentants de la municipalité, tout courant politique confondu, mais tous favorable à la guerre. Rapidement, sont ajoutés à la commission des membres du Corps Consulaire de Lyon ayant une appartenance à un corps constitué en rapport avec le fonds. Opérationnellement parlant, la mise en place matérielle est confiée à Richard Cantinelli, bibliothécaire de la Ville,  nommé secrétaire de la commission.

#### Méthodologie
Pour gérer la masse de documents rapatriée pour le fonds, la classification décimale de Dewey est adoptée par Richard Cantinelli. Le principe de celle-ci est rappelé en détail en introduction du catalogue afin de faciliter la consultation des documents archivés.

## Histoire

### La naissance du projet (Avril 1915)

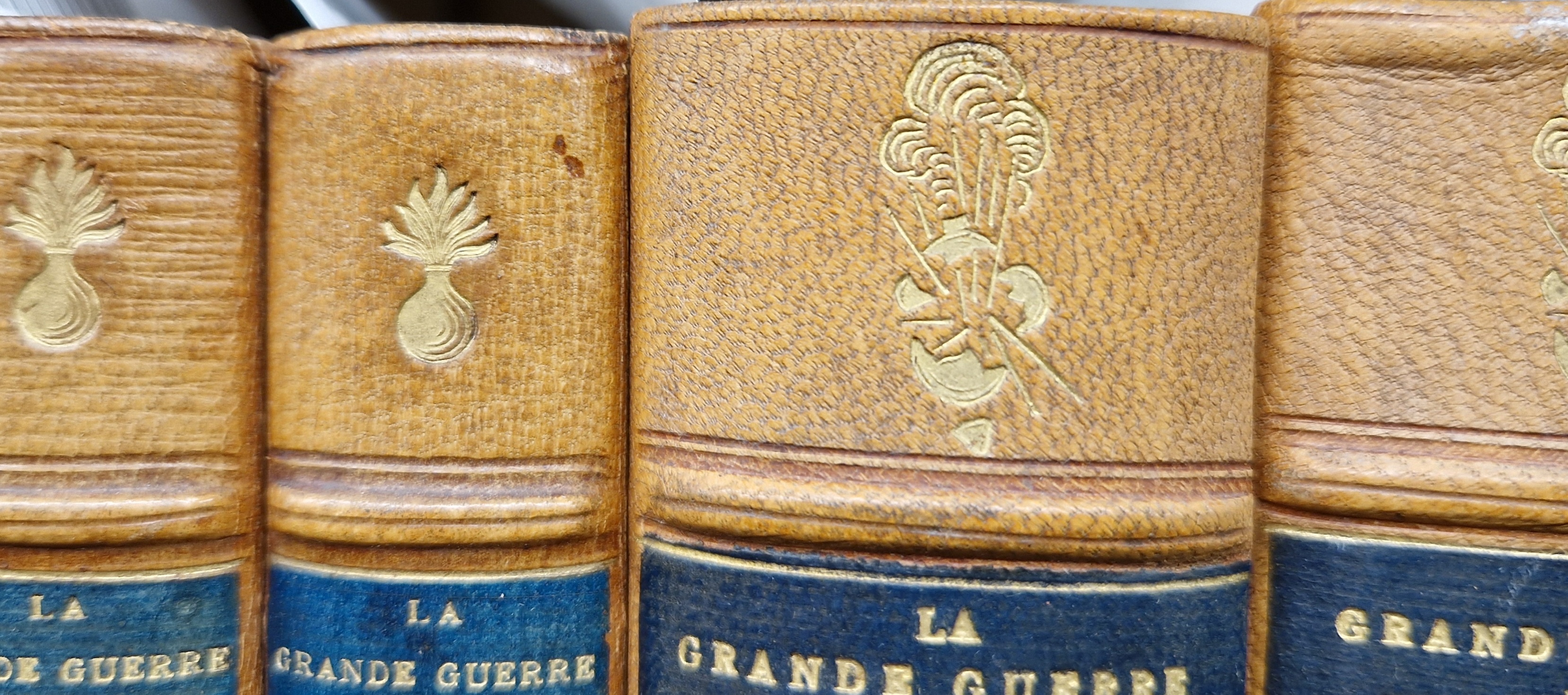
Fleurons du Fonds de la Guerre 14-18.

Peu après le début de la guerre, Édouard Herriot, alors maire de Lyon, souhaite réaliser un fonds documentaire relatif à la Guerre. Pour cela, il crée une commission afin d'organiser la récupération et l'organisation de cette collection pour laquelle il nomme Emmanuel Lévy, professeur à la faculté de droit de Lyon, comme président. La commission est composée de représentants de la municipalité, d'universitaires des facultés de Lyon, de professeurs de lycées et d'autres citoyens concernés par le projet. S'adjoint un peu plus tard des représentants du corps consulaire Lyonnais
Le contributeur principal de ce fonds, Richard Cantinelli, est nommé secrétaire de la commission. De par sa formation et son investissement, c'est lui qui porte le projet et qui le défend le plus techniquement, notamment en négociant les subventions tout au long de la guerre.